# Войвода, Мергим
Мерги́м Войво́да (алб. Mërgim Vojvoda; род. 1 февраля 1995, Хоф) — косоварский футболист, защитник итальянского клуба «Комо» и сборной Косова.

## Клубная карьера
Мергим Войвода — воспитанник бельгийского клуба «Стандард» из Льежа. В августе 2014 года он был отдан в аренду команде Второго дивизиона Бельгии «Сент-Трюйден», а летом следующего года — немецкому клубу «Карл Цейсс», выступавшему в то время в Региональной лиге.
Летом 2016 года Мергим Войвода перешёл в бельгийский «Мускрон-Перювельз». 30 июля того же года он дебютировал в Лиге Жюпиле, выйдя в основном составе в домашнем поединке против «Андерлехта». 1 апреля 2017 года косовар забил свой первый гол на высшем уровне, открыв счёт в гостевом матче с «Кортрейком».
27 августа 2020 года перешёл в итальянский «Торино», подписав с клубом четырёхлетний контракт. Сумма трансфера составила €5,5 млн. 19 сентября 2020 года сыграл свой дебютный матч в рамках Серии А в выездной встрече против «Фиорентины» (0:1), выйдя на замену на 87-й минуте игры вместо Армандо Иццо. В следующей игре 26 сентября 2020 года впервые вышел в стартовом составе в домашнем матче против «Аталанты» (2:4), проведя на поле все 90 минут. 3 мая 2021 года забил свой первый мяч за «Торино» в матче Серии А в ворота «Пармы» (1:0), принеся победу своей команде.

## Карьера в сборной
11 июня 2017 года Мергим Войвода дебютировал в составе сборной Косова в домашнем матче отборочного турнира чемпионата мира 2018 года против команды Турции, выйдя в основном составе.

## Статистика выступлений

### В сборной
| Матчи и голы Мергима Войводы за сборную Косова | Матчи и голы Мергима Войводы за сборную Косова | Матчи и голы Мергима Войводы за сборную Косова     | Матчи и голы Мергима Войводы за сборную Косова | Матчи и голы Мергима Войводы за сборную Косова | Матчи и голы Мергима Войводы за сборную Косова | Матчи и голы Мергима Войводы за сборную Косова |
| №                                              | Дата                                           | Место проведения                                   | Соперник                                       | Счёт                                           | Голы                                           | Соревнование                                   |
| ---------------------------------------------- | ---------------------------------------------- | -------------------------------------------------- | ---------------------------------------------- | ---------------------------------------------- | ---------------------------------------------- | ---------------------------------------------- |
| 1                                              | 11 июня 2017                                   | Лоро Боричи, Шкодер                                | Турция                                         | 1:4                                            | —                                              | Квалификация ЧМ 2018                           |
| 2                                              | 2 сентября 2017                                | Максимир, Загреб                                   | Хорватия                                       | 0:1                                            | —                                              | Квалификация ЧМ 2018                           |
| 3                                              | 5 сентября 2017                                | Лоро Боричи, Шкодер                                | Финляндия                                      | 0:1                                            | —                                              | Квалификация ЧМ 2018                           |
| 4                                              | 6 октября 2017                                 | Лоро Боричи, Шкодер                                | Украина                                        | 0:2                                            | —                                              | Квалификация ЧМ 2018                           |
| 5                                              | 9 октября 2017                                 | Лаугардалсвёллур, Рейкьявик                        | Исландия                                       | 0:2                                            | —                                              | Квалификация ЧМ 2018                           |
| 6                                              | 13 ноября 2017                                 | Олимпийский стадион Адем Яшари, Косовска-Митровица | Латвия                                         | 4:3                                            | —                                              | Товарищеский матч                              |
| 16                                             | 24 марта 2018                                  | Жан Роллан, Франконвиль                            | Мадагаскар                                     | 1:0                                            | —                                              | Товарищеский матч                              |
| 17                                             | 27 марта 2018                                  | Жан Роллан, Франконвиль                            | Буркина-Фасо                                   | 2:0                                            | —                                              | Товарищеский матч                              |
| 18                                             | 29 мая 2018                                    | Летцигрунд, Цюрих                                  | Албания                                        | 3:0                                            | —                                              | Товарищеский матч                              |

Итого: 9 матчей / 0 голов; eu-football.info.